# 小斗七
HD 76236，又名CP-79 352，SAO 256552、HR 3543，是一颗蝘蜓座的恒星，视星等为5.79，位于銀經293.02，銀緯-21.76，其B1900.0坐标为赤經8h 49m 36s，赤緯-79° -21.76′ 4″。